# Lepteria lorna
Lepteria lorna là một loài bướm đêm trong họ Noctuidae.